# أسقف أحمر شمالي
الأُسْقُف الأحمر الشمالي أو الأُسْقُف البرتقالي (الاسم العلمي: Euplectes franciscanus) هو طائر صغير من الجواثم يتبع فصيلة الحباك. وهو جزء من أكبر جنس في الفصيلة حيث يضم أكثر من 60 نوعًا مختلفًا.  نوعه الشقيق هو الأسقف الأحمر الجنوبي (Euplectes orix). يمكن التعرف على هذا النوع بشكل أكبر من خلال اللون البرتقالي المحمر الساطع مع الريش الأسود المتباين الذي يظهره الذكر المنجب. وهو الأكثر شيوعًا في جميع أنحاء شمال القارة الإفريقية، ولكنه أُدخل أيضًا إلى مناطق في نصف الكرة الغربي.